# سید آهنگ کوثر
سید آهنگ کوثر (۴ خرداد ۱۳۱۵ – ۱ آبان ۱۴۰۳) عضو هیئت علمی سازمان تحقیقات، آموزش و ترویج کشاورزی بود. از او به‌عنوان پدر دانش نوین آبخوان‌داری ایران یاد می‌کنند. او از منتقدان سدسازی افراطی در ایران بود. وی در ۱ آبان ۱۴۰۳  در سنِ ۸۸ سالگی درگذشت.

## زندگی شخصی
کوثر در سال ۱۳۱۵ در شیراز متولد شد. او دارای مدرک تحصیلی دکتری روابط آب و خاک و گیاه، با گرایش مهندسی آبیاری و آبشناسی جنگل از دانشگاه ایالتی اورگن آمریکا بود.
وی با کاشت درختان اکالیپتوس و آکاسیا و ایجاد جنگل گربایگان، طرحی تحسین شده از سوی یونسکو به‌عنوان یک الگوی برتر در مدیریت منابع آب در مناطق خشک جهان، دریافت جایزه بهترین مقاله آبخیزداری سال‌های ۱۳۶۹ و ۱۳۷۰ درسال۱۳۷۲ از دست حسن حبیبی معاون اوّل وقت رئیس‌جمهوری، برنده مدال پژوهش درجه ۳ در روز ۱۳ اردیبهشت ۱۳۷۵ اهدا شده توسط رئیس‌جمهوری وقت، برنده جایزه دوم خوارزمی برای پژوهش کاربردی در سال۱۳۷۵، برنده مدال طلای مالکیت معنوی جهانی در تاریخ ۱۷ بهمن ۱۳۷۵، برنده جایزه ملی محیط زیست در سال ۱۳۷۹، برنده جایزه ۳۰ هزار دلاری سازمان اسکان بشر در سال ۲۰۰۴ و برنده جایزه ۲۰ هزار دلاری رودخانه‌های بزرگ ساخته دست بشر در سال ۲۰۰۵ اهدا شده توسط رئیس وقت یونسکو بود.
وی در ۱ آبان ۱۴۰۳  درگذشت.

## آبخوان‌داری در ایران
میانگین تبخیر در ایران به‌طور سالانه حدود دو متر است و با توجه به این واقعیت، یکی از راه‌های پایدار ذخیره منابع آب، استفاده از مخازن زیرزمینی (آبخوانهای دانه درشت) است. درحال حاضر حداقل ۱۴ میلیون هکتار از خاک ایران برای این نوع ذخیره‌سازی شناسایی شده است.
اولین طرح آبخوان‌داری در سال ۱۳۶۱ و در گربایگان فسا با کاشت درختان اکالیپتوس و آکاسیا توسط کوثر اجرایی شد و در سال‌های بعد، با تحقیقاتی زیر نظر او وسعت پیدا کرد و منطقه هدف، گربایگان، به مساحت بیش از ۲۰۰۰ هکتار رسید. سپس مرکز تحقیقات آبخوان‌داری کوثر در کنار این جنگل راه اندازی شد.
در آبان ۱۳۸۴، مدیرکل یونسکو طی آئین روز جهانی علم، جایزه عالی حوزه آب این سازمان را به کوثر اهدا کرد.